# اچ‌دی ۱۴۶۱
اچ‌دی ۱۴۶۱ یک ستاره است که در صورت فلکی نهنگ قرار دارد.